# اس‌ام‌اس آرکونا (۱۹۰۲)
اس‌ام‌اس آرکونا (به انگلیسی: SMS Arcona) یک کشتی بود که طول آن ۱۰۵٫۱ متر (۳۴۴٫۸ فوت) بود. این کشتی در سال ۱۹۰۲ ساخته شد.